# اسم ساده
اسم ساده یکی از چهار گروه واژگان فارسی از نظر ساختاری است. این اسم‌ها فقط دارای یک جزء معنی‌دار یا تکواژ آزاد قاموسی بوده و تقسیم پذیر نیستند. مانند: آتش، کبوتر، سیاوش، وجدان، گوسفند و…